# Непостижимая эффективность математики в естественных науках

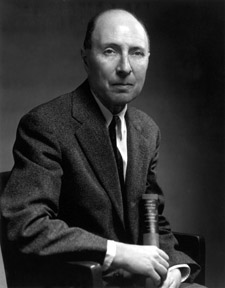
Юджин Вигнер

«Непостижимая эффективность математики в естественных науках» — статья 1960 года физика Юджина Вигнера. В статье Вигнер отмечает, что математическая структура физической теории часто указывает путь к дальнейшему развитию этой теории и даже к эмпирическим предсказаниям.

## Оригинальная статья и наблюдения Вигнера
Вигнер начинает свою статью с убеждения, распространенного среди тех, кто знаком с математикой, что математические понятия применимы далеко за пределами контекста, в котором они были первоначально разработаны. Основываясь на своём опыте, пишет он, что «важно подчеркнуть, что математическая формулировка результатов наблюдений физика, часто довольно грубых, приводит в неправдоподобно многочисленных случаях к удивительно точному описанию большого класса явлений». Затем он приводит в качестве примера фундаментальный закон тяготения. Первоначально использовавшийся для моделирования свободно падающих тел на поверхность Земли, этот закон был расширен на основе того, что Вигнер указывает, что даже из «довольно грубых» наблюдений для описания движения планет, при математической формулировке можно прийти к гораздо более точному результату.

Другим часто цитируемым примером являются уравнения Максвелла, полученные для моделирования элементарных электрических и магнитных явлений, известных в середине XIX века. Уравнения также описывают радиоволны, открытые Дэвидом Эдвардом Хьюзом в 1879 году, примерно во время смерти Джеймса Клерка Максвелла. Вигнер резюмирует свой аргумент, говоря, что «невероятная эффективность математики в естественных науках есть нечто граничащее с мистикой, ибо никакого рационального объяснения этому факту нет». Он завершает свою работу тем же вопросом, с которого начал:
Чудесная загадка соответствия математического языка законам физики является удивительным даром, который мы не в состоянии понять и которого мы, возможно, недостойны. Мы должны испытывать чувство благодарности за этот дар.
Работа Вигнера дала свежий взгляд как на физику, так и на философию математики, и довольно часто цитировалась в академической литературе по философии физики и математики. Вигнер размышлял об отношениях между философией науки и основаниями математики следующим образом:
Трудно отделаться от впечатления, что чудо, представшее перед нами, не менее поразительно, чем то, что разум человека смог связать воедино и без противоречий тысячи аргументов. Это чудо можно сравнить "еще с двумя чудесами: существованием законов природы и способностью человеческого мышления раскрывать их.
Позже Хилари Патнэм (1975) объяснил два вышеупомянутых «чуда» как необходимые следствия реалистического (но не платонистского) взгляда на философию математики . Но в отрывке, посвященном когнитивному искажению, Вигнер осторожно назвал его «ненадёжным», он пошёл ещё дальше:
Автор убеждён во всяком случае в том, что для дискуссии об эпистемологии он полезен; следует отказаться от идеализированного представления о том, что уровень развития человеческого разума особенно высок по абсолютной шкале. В некоторых случаях может оказаться даже полезным рассматривать достижения, которые оказались бы возможными на интеллектуальном уровне других видов животных.
Могут ли люди, проверяющие результаты людей, считаться объективной основой для наблюдения за известной (для людей) вселенной, — это интересный вопрос, который рассматривается как в космологии, так и в философии математики.

Вигнер также обозначил проблему когнитивного подхода к интеграции наук:
Гораздо больше трудностей и сомнений возникло бы, если бы нам удалось в один прекрасный день разработать теорию сознания, или теоретическую биологию, с той же последовательностью и убедительностью, какой обладают наши теории неживой природы.
Далее он предложил найти аргументы, которые могли бы
В такой ситуации наша вера в наши теории была бы сильно подорвана; возникло бы сомнение в реалистичности принимаемых нами понятий. Тогда мы испытали бы глубокое чувство крушения в наших попытках найти то, что я называю «конечной истиной».

## Ответы
Оригинальная статья Вигнера вызвала и вдохновила множество откликов в самых разных дисциплинах. К ним относятся Ричард Хэмминг в компьютерных науках, Артур Леск в молекулярной биологии, Питер Норвиг в интеллектуальном анализе данных, Макс Тегмарк в физике, Айвор Граттан-Гиннесс в математике и Вела Велупиллаи в экономике.

### Ричард Хэмминг
Математик Ричард Хэмминг высказался об эссе «Непостижимая эффективность» Вигнера в 1980 году в положительном ключе и выделил его важность для понимания нашего способа познания, обдумав её и дал четыре «частичных объяснения», хотя и признал их в итоге недостаточными. Он выделил
1. Люди видят то, что ищут. Вера в то, что наука экспериментально обоснована, верна лишь отчасти. Скорее наш интеллектуальный аппарат таков, что многое из того, что мы видим, исходит из очков, которые мы надеваем. Эддингтон зашёл так далеко, что утверждал, что достаточно мудрый ум может вывести всю физику, но Хэмминг уточняет, что это можно сделать лишь частично.
Хэмминг приводит четыре примера нетривиальных физических явлений, которые, по его мнению, возникли из-за используемых математических инструментов, а не из внутренних свойств физической реальности.
Хэмминг предполагает, что Галилей открыл закон падения тел не путём экспериментов, а путём простого, хотя и тщательного размышления. Хэмминг предположил, что Галилей участвовал в следующем мысленном эксперименте:
Предположим, что падающее тело раскололось на два осколка. Конечно, два осколка немедленно замедлятся до соответствующей скорости. Но предположим далее, что один осколок коснулся другого. Будут ли они теперь единым целым и оба ускорятся? Предположим, я свяжу два осколка вместе. Как плотно я должен сделать это, чтобы сделать их единым целым? Лёгкая струна? Верёвка? Клей? Когда две части едины? Падающее тело просто никак не может «ответить» на такие гипотетические «вопросы». Отсюда Галилей сделал бы вывод, что «падающие тела ничего не должны знать, если все они падают с одинаковой скоростью, если только им не препятствует другая сила». Придумав этот аргумент, Хэмминг нашёл соответствующее обсуждение у Пойа.
Он указывает, что закон притяжения не есть экспериментальное наблюдение, но есть следствие нашей логики. Статья Хэмминга не раскрывает осведомленности о научных дебатах 20-го века о том, что именно сделал Галилей. 
Закон обратных квадратов в законе всемирного тяготения необходимо следует из сохранения энергии и пространства, имеющего три измерения. Измерение показателя степени в законе всемирного тяготения является скорее проверкой того, является ли пространство евклидовым, чем проверкой свойств гравитационного поля.
Неравенство, лежащее в основе принципа неопределённости квантовой механики, следует из свойств интегралов Фурье и предположения об инвариантности во времени.
Хэмминг утверждает, что новаторская работа Альберта Эйнштейна по специальной теории относительности была в значительной степени «схоластической» по своему подходу. Он с самого начала знал, как должна выглядеть теория, и исследовал теории-кандидаты с помощью математических инструментов, а не реальных экспериментов. Хэмминг утверждает, что Эйнштейн был настолько уверен в правильности своих теорий относительности, что результаты наблюдений, предназначенных для их проверки, его мало интересовали. Если бы наблюдения противоречили его теориям, то виноваты были бы наблюдения.
2. Люди создают и выбирают математику, соответствующую ситуации. Математика под рукой не всегда работает. Например, когда простые скаляры оказались неудобны для понимания сил, были изобретены сначала векторы, а затем тензоры.
3. Математика обращается только к части человеческого опыта . Большая часть человеческого опыта относится не к науке или математике, а к теории ценности, включая этику, эстетику и политическую философию . Утверждать, что мир можно объяснить с помощью математики, равнозначно акту веры.
4. Эволюция приучила людей мыслить математически. Самые ранние формы жизни должны были содержать семена человеческой способности создавать и следовать длинным цепочкам логических рассуждений.

### Макс Тегмарк
Другой ответ, отстаиваемый физиком Максом Тегмарком, заключается в том, что физика так успешно описывается математикой, потому что физический мир полностью математический, изоморфный математической структуре, и что мы просто раскрываем это по крупицам. Аналогичная интерпретация была предложена несколько лет назад Питером Аткинсом. В этой интерпретации различные приближения, составляющие наши современные физические теории, успешны, потому что простые математические структуры могут обеспечить хорошие приближения некоторых аспектов более сложных математических структур. Другими словами, наши успешные теории — это не математика, аппроксимирующая физику, а простая математика, аппроксимирующая более сложную математику.

### Айвор Граттан-Гиннесс
Айвор Граттан-Гиннесс нашёл рассматриваемую эффективность в высшей степени разумной и объяснимой с точки зрения таких понятий, как аналогия, обобщение и метафора.